# نیترونات

ساختار شیمیایی نیترونات

نیترونات (به انگلیسی: Nitronate) با فرمول شیمیایی HNO۳۲- یک ترکیب شیمیایی است که جرم مولی آن 63.0128 g mol-۱ می‌باشد. 